# Clavelina nigra
Clavelina nigra är en sjöpungsart som beskrevs av Kott 1990. Clavelina nigra ingår i släktet Clavelina och familjen klungsjöpungar. Inga underarter finns listade i Catalogue of Life.